# The Bound Feed the Gagged
| Críticas profissionais | Críticas profissionais |
| Avaliações da crítica  | Avaliações da crítica  |
| Fonte                  | Avaliação              |
| ---------------------- | ---------------------- |
| Sound of Metal         | 1.5 de 10 estrelas.    |
| Allmusic               | [ 1 ]                  |

The Bound Feed the Gagged é o álbum de estreia da banda Walls of Jericho, lançado a 14 de dezembro de 2000.

## Faixas
Todas as faixas por Walls of Jericho.
1. "Playing Soldier Again" – 2:09
2. "Home is Where the Heart Is" – 2:39
3. "Changing Times" – 1:05
4. "Unwanted Resistance" – 1:54
5. "Misanthropy" – 2:22
6. "Beneath the Exterior" – 1:45
7. "Full Disclosure" – 2:09
8. "Family Values" – 2:44
9. "Why Father" – 2:02
10. "Angel" – 2:05
11. "Inevitable Repercussions" – 1:36

## Créditos
- Mike Hasty - Guitarra
- Wes Keely - Bateria
- Candace Kucsulain - Vocal
- Chris Rawson - Guitarra
- Aaron Ruby - Baixo

1. ↑  Avaliação da Allmusic